# Young Dirty Bastard
Young Dirty Bastard (Geboren in Brooklyn, New York City, bürgerlich Barson Unique Jones) ist ein US-amerikanischer Rapper. Er ist der älteste Sohn von Ol’ Dirty Bastard, der ebenfalls Rapper war, sowie Großcousin von RZA, einem der Mitbegründer des Wu-Tang-Clans.

## Biografie
Inspiriert von seinem Vater fing YDB mit neun Jahren an, selber Texte zu schreiben und zeigte diese seinem Vater. Sein Vater legte diese jedoch ungelesen fort und sagte zu ihm, er solle etwas anderes mit seinem Leben anfangen.
Sein erstes Mixtape brachte er im Jahr 2011 auf dem Markt. Das Cover ähnelt dem Cover von Return to the 36 Chambers: The Dirty Version, dem Debütalbum seines Vaters. 2013 war er auf dem sechsten Studioalbum des Wu-Tang-Clans, welches den Titel A Better Tomorrow trägt, auf dem Lied Ruckus in B Minor zu hören, allerdings tritt er dort nicht als Rapper in Erscheinung, sondern imitiert lediglich seinen Vater, dessen Stimme ihm ähnelt.
In Anspielung auf A Better Tomorrow gab er seinem am 1. Januar 2015 erschienenen zweiten Mixtape den Titel A Dirty Tomorrow (The Legacy Lives On). Er konnte seinen Bekanntheitsgrad in Deutschland durch ein Feature mit Eko Fresh steigern. Dieses Lied heißt Fast Life und ist auf einer Bonus-Version von Ekos zehntem Studioalbum König von Deutschland zu hören, außerdem wurde auch ein Video dazu gedreht.

## Das Erbe seines Vaters
Obwohl Ol’ Dirty Bastard sein Vater und RZA sein Cousin ist, gehört Young Dirty Bastard lediglich zum Umfeld des Wu-Tang-Clans und ist kein festes Mitglied. Dass die Leute ihn vor allem durch seinen Vater kennen und ihn auch nach dessen Talent messen, störe ihn nicht. Er selbst sagte dazu: „Früher oder später werden die Leute dann schon checken, dass ich auch gute Musik mache.“
Die Eskapaden und der mitunter auch ausschweifende Lebensstil seines Vaters sei für ihn Tabu. „Ich mache eigentlich genau das Gegenteil von dem, was er gemacht hat. Ich rauche nicht, ich trinke nicht und ich habe auch gelernt, wie man weniger Kinder bekommt als er.“, ließ er verlauten.

## Diskografie
Mixtapes
- 2011: Food Stamp Celebrity (Mixtape Vol-1)
- 2015: A Dirty Tomorrow (The Legacy Lives On)
- 2015: A Dirty Tomorrow Part 2
- 2015: Straight Outta Brooklyn

Kollaboalben
- 2015: NUGAWDZ (mit Lukey Cage und Digi Ell$)